# وزارة الداخلية والإدارة (بولندا)
وزارة الداخلية والإدارة (بالبولندية: Ministerstwo Spraw Wewnętrznych i Administracji)‏ وزارة في حكومة بولندا مسؤولة عن الإدارة الرئيسية وفروع الأمن التابعة للحكومة البولندية. يشغل ماريوس كامينسكي منصب وزير الداخلية والإدارة الحالي.